# Jakub Kałuziński
Jakub Kałuziński (ur. 31 października 2002) – polski piłkarz występujący na pozycji środkowego pomocnika w tureckim klubie Antalyaspor.

## Kariera klubowa

### Lechia Gdańsk
W 2013 roku dołączył do akademii Lechii Gdańsk. W 2020 roku został przesunięty do pierwszej drużyny. Zadebiutował 21 czerwca 2020 w meczu Ekstraklasy przeciwko Pogoni Szczecin (0:1). Pierwszą bramkę zdobył 19 sierpnia 2020 w meczu Pucharu Polski przeciwko Stali Stalowa Wola (0:4).

## Kariera reprezentacyjna
3 czerwca 2024 został dodatkowo powołany przez selekcjonera Michała Probierza do seniorskiej reprezentacji Polski na mecze towarzyskie z Ukrainą oraz z Turcją. Zadebiutował 7 czerwca 2024 w meczu przeciwko reprezentacji Ukrainy (3:1).

## Statystyki

### Klubowe
(aktualne na koniec sezonu 2023/24)
| Klub               | Sezon              | Liga               | Liga  | Liga   | Puchar kraju | Puchar kraju | Suma  | Suma   |
| Klub               | Sezon              | Liga               | Mecze | Bramki | Mecze        | Bramki       | Mecze | Bramki |
| ------------------ | ------------------ | ------------------ | ----- | ------ | ------------ | ------------ | ----- | ------ |
| Lechia Gdańsk      | 2019/20            | Ekstraklasa        | 3     | 0      | 0            | 0            | 3     | 0      |
| Lechia Gdańsk      | 2020/21            | Ekstraklasa        | 11    | 0      | 3            | 1            | 14    | 1      |
| Lechia Gdańsk      | 2021/22            | Ekstraklasa        | 18    | 1      | 2            | 0            | 20    | 1      |
| Lechia Gdańsk      | 2022/23            | Ekstraklasa        | 24    | 0      | 2            | 1            | 26    | 1      |
| Lechia Gdańsk      | Ogólnie            | Ogólnie            | 56    | 1      | 7            | 1            | 63    | 2      |
| Antalyaspor        | 2023/24            | Süper Lig          | 31    | 0      | 3            | 0            | 34    | 0      |
| Ogólnie            | Ogólnie            | Ogólnie            | 31    | 0      | 3            | 0            | 34    | 0      |
| Ogólnie w karierze | Ogólnie w karierze | Ogólnie w karierze | 87    | 1      | 10           | 1            | 97    | 2      |

### Reprezentacyjne
(aktualne na dzień 17 czerwca 2025)
| Reprezentacja | Rok     | Mecze | Bramki |
| ------------- | ------- | ----- | ------ |
| Polska U-19   |         |       |        |
| 2020          | 1       | 0     |        |
| Ogólnie       | Ogólnie | 1     | 0      |
| Polska U-20   |         |       |        |
| 2021          | 3       | 0     |        |
| 2022          | 2       | 0     |        |
| Ogólnie       | Ogólnie | 5     | 0      |
| Polska U-21   |         |       |        |
| 2022          | 4       | 1     |        |
| 2023          | 5       | 0     |        |
| 2024          | 7       | 3     |        |
| 2025          | 5       | 1     |        |
| Ogólnie       | Ogólnie | 21    | 5      |
| Polska        |         |       |        |
| 2024          | 1       | 0     |        |
| Ogólnie       | Ogólnie | 1     | 0      |

| Mecze i gole w reprezentacji | Mecze i gole w reprezentacji | Mecze i gole w reprezentacji | Mecze i gole w reprezentacji | Mecze i gole w reprezentacji | Mecze i gole w reprezentacji | Mecze i gole w reprezentacji |
| Lp.                          | Data                         | Miasto                       | Przeciwnik                   | Gol                          | Wynik                        | Rozgrywki                    |
| ---------------------------- | ---------------------------- | ---------------------------- | ---------------------------- | ---------------------------- | ---------------------------- | ---------------------------- |
| 1.                           | 07.06.2024                   | Warszawa                     | Ukraina                      |                              | 3:1                          | towarzyski                   |